# Calverocheres oblongus
Calverocheres oblongus is een eenoogkreeftjessoort uit de familie van de Calverocheridae. De wetenschappelijke naam van de soort is voor het eerst geldig gepubliceerd in 1935 door Stephensen.